# Kocsmaopera
A Kocsmaopera a  magyar Hobo Blues Band tizedik nagylemeze.

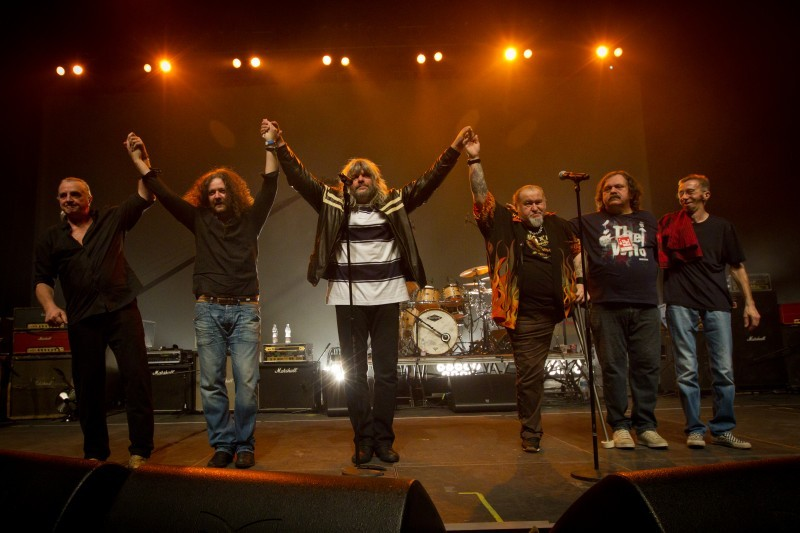
"A zene marad" – A HBB búcsúkoncertje

## Számok
1. Minden eladó – 3:40
2. Az öreg hippy balladája – 3:17
3. Nem lettünk jobbak – 5:13
4. Biliárd éjjel – 2:57
5. Rum ária – 3:05
6. BAZ Megye blues – 3:50
7. Lépj be a Rock And Roll Pártba! – 4:01
8. Az utolsó hév – 4:36
9. Szabadíts fel! – 4:40
10. A blues nyomában – 13:20
11. Kelj fel, Jancsi! – 3:52

## Közreműködők
- Földes László – ének
- Póka Egon – basszusgitár
- Solti János – dob
- Tátrai Tibor – gitár
- Tóth János Rudolf – gitár